# Bertounèche
Bertounèche Abel (1887-1953) est un artisan français œuvrant en facture d'orgues, qui réalisait les rigoles des anches d'Aristide Cavaillé-Coll et qui a laissé son nom à un type d'anche  au canal (gouttière ou rigole) assez refermé devenu un standard des jeux d'anches du XIXe siècle jusqu'à nos jours. Sa petite entreprise, à Héry, lui a survécu jusqu'en 1978. Désormais ce type d'anche est fabriqué, notamment, par l'entreprise de facture d'orgues Henri Saby S.A.R.L. à Saint-Uze dans la Drôme.

## Historique de l'entreprise
Aristide Pilverdier (1846-1928), artisan de la manufacture Cavaillé-Coll de l'Avenue du Maine (entre ± 1869 et 1884), spécialisé dans la construction des anches, crée en 1884 un atelier de pièces d’orgues à Héry, Yonne. Abel Bertounèche y devient apprenti en 1900, puis en prend la direction en 1913.
En 1922, Pierre Clérin (1908-1988), puis en 1926, Pierre Bertounèche (1911-1986), neveu d’Abel, se joignent à lui pour fabriquer des anches d’orgue. À la mort d’Abel, les deux hommes continuent l’entreprise jusqu’à leur retraite (en 1973 et 1978, respectivement). Marthe Ducerf (1891-1980) veuve d’Abel et toujours propriétaire de l'entreprise, en vend le fonds le 30 juillet 1979 à la manufacture d’orgues Jean Dunand de Villeurbanne.

## Sources
- Site du facteur d'orgues Pascal Quoirin à la fin du texte en français
- « Une Chaîne de talents autour des Cavaillé-Coll », ouvrage écrit par Raymond Guérin (ancien directeur de l’harmonie d’Héry) et Françoise Cavaillé-Coll-Caudron, petite-nièce de Cécile Cavaillé-Coll.